# Deutsche Skeleton-Meisterschaft 2004
Die 38. Deutsche Skeleton-Meisterschaft 2004 wurde am 10. und 11. Januar 2004 auf der Kombinierten Kunsteisbahn am Königssee ausgetragen. Es gab jeweils eine Veranstaltung für Damen und für Herren. Beide wurden in drei Läufen durchgeführt, geplant waren ursprünglich vier. Am ersten Tag wurde ein Lauf durchgeführt, ein zweiter Lauf konnte wegen schlechter Wetterbedingungen nicht mehr durchgeführt werden. Die Läufe zwei und drei wurden am zweiten Tag ausgetragen. Die Meisterschaften wurden als Generalprobe für die Skeleton-Weltmeisterschaft 2004 an selber Stelle durchgeführt.

## Männer
| Platz | Sportler            | Verein            | Zeit    |
| ----- | ------------------- | ----------------- | ------- |
| 1     | Florian Grassl      | WSV Königssee     | 2:28,99 |
| 2     | Frank Kleber        | BSC München       | 2:29,46 |
| 3     | Matthias Biedermann | SSV Altenberg     | 2:30,12 |
| 4     | Thomas Platzer      | WSV Königssee     | 2:30,36 |
| 5     | Michi Halilovic     | RC Berchtesgaden  | 2:30,94 |
| 6     | Frank Rommel        | TSC Zella-Mehlis  | 2:31,15 |
| 7     | Simon Wiesheu       | BSC München       | 2:31,38 |
| 8     | Wolfram Lösch       | RC Ilmenau        | 2:31,52 |
| 9     | Sebastian Haupt     | RSG Hochsauerland | 2:31,87 |
| 10    | Peter Meyer         | BSC München       | 2:33,10 |

Der neue Deutsche Meister Florian Grassl fuhr im ersten Lauf einen neuen Startrekord, am zweiten Tag fuhr er Bahnrekord und sicherte sich mit dieser Leistung seinen ersten Deutschen Meistertitel. Damit war er erster Deutscher Meister nach der Ära von Willi Schneider, der in den vorherigen elf Jahren neun Titel gewann und nun seine Karriere beendet hatte.

## Frauen
| Platz | Sportler          | Verein           | Zeit    |
| ----- | ----------------- | ---------------- | ------- |
| 1     | Kerstin Jürgens   | WSV Königssee    | 2:32,44 |
| 2     | Steffi Jacob      | WSV Königssee    | 2:33,16 |
| 3     | Monique Riekewald | BSR Oberhof      | 2:34,21 |
| 4     | Marion Trott      | SSV Altenberg    | 2:34,99 |
| 5     | Julia Eichhorn    | BSR Oberhof      | 2:35,39 |
| 6     | Kathleen Lorenz   | BSR Oberhof      | 2:35,41 |
| 7     | Melanie Riedl     | BSC München      | 2:35,82 |
| 8     | Anja Huber        | RC Berchtesgaden | 2:37,12 |
| 9     | Michaela Glässer  | BSC München      | 2:37,70 |
| 10    | Sylvia Liebscher  | SSV Altenberg    | 2:37,72 |

Kerstin Jürgens sicherte sich überlegen ihren ersten Deutschen Meistertitel. Mitfavoritin Diana Sartor konnte krankheitsbedingt am zweiten Tag nicht mehr antreten.